# 阿瓜桑塔
阿瓜桑塔是巴西南大河州的一个市镇。总面积291.792平方公里，总人口3565人，人口密度12.2人/平方公里。